# لیگ دسته دوم فوتبال مونته‌نگرو
لیگ دسته دوم فوتبال مونته‌نگرو (انگلیسی: Montenegrin Second League) دومین لیگ معتبر فوتبال در کشور مونته‌نگرو است که در سال ۲۰۰۶ بنیان‌گذاری شده و زیر نظر اتحادیه فوتبال مونته‌نگرو برگزار می‌شود.